# Hàng không năm 1963
Đây là danh sách các sự kiện hàng không nổi bật xảy ra trong năm 1963:

## Chuyến bay đầu tiên

### Tháng 1
- 2 tháng 1 - Aero Commander 1121 Jet Commander
- 7 tháng 1 - Short Skyvan
- 9 tháng 1 - Yakovlev Yak-36
- 26 tháng 1 - Hiller OH-5

### Tháng 2
- 9 tháng 2 - Boeing 727
- 25 tháng 2 - Transall C.160

### Tháng 3
- 26 tháng 3 - Hunting H.126

### Tháng 4
- 20 tháng 4 - EWR VJ 101

### Tháng 5
- 27 tháng 5 - McDonell F-4C Phantom II (phiên bản cho USAF)

### Tháng 6
- 29 tháng 6 - Saab 105

### Tháng 8
- 1 tháng 8 - PZL-104 Wilga (nguyên mẫu Wilga 2)
- 20 tháng 8 - BAC One-Eleven

### Tháng 10
- 7 tháng 10 - nguyên mẫu Learjet 23, mẫu máy bay đầu tiên do Learjet chế tạo.

### Tháng 12
- 17 tháng 12 - C-141 Starlifter
- 17 tháng 12 – Matra Jupiter
- 21 tháng 12 - Hawker Siddeley Andover

## Bắt đầu hoạt động
- Lim-6bis trong Không quân Ba Lan

Tháng 2
- A-6A Intruder trong VA-42 Green Pawns thuộc Hải quân Hoa Kỳ

Tháng 11
- McDonnell F-4C Phantom II trong USAF